# Salomé de Ujarma
Salomé (em armênio: Սալոմե; romaniz.: Սալոմե; em georgiano: სალომე; romaniz.: Salome; nascida algum tempo depois de 297, morreu por volta de 361) foi uma princesa armênia da dinastia arsácida do Reino da Armênia que se casou com um membro da dinastia cosroida do Reino da Ibéria. Era filha do rei Tiridates III (r. 298–330) e da rainha Asquena. É conhecida pela crônica georgiana medieval Vida dos Reis. Na tradição georgiana, é referida como Salomé de Ujarma (სალომე უჯარმელი, Salome Ujarmeli) em homenagem a um castelo onde ela é creditada por ter erguido uma cruz.

## Vida
O local de nascimento de Salomé é desconhecido pouco se sabe sobre sua infância. Nasceu em uma data desconhecida em algum momento depois de 297 e era filha do rei da Armênia Tiridates III (r. 298–330) e sua esposa Asiquena. Seu nome de nascimento era Beuna e mudou seu nome para Salomé depois que se casou com Reve II do Reino da Ibéria. Reve era o primeiro filho de Meribanes III (r. 284–361) e sua segunda esposa, Nana. Meribanes estabeleceu relações pacíficas com o imperador Constantino I (r. 306–337) e Tiridates III depois que Constantino declarou o cristianismo como a religião oficial do Império Romano. Como resultado dessas relações amistosas, Meribanes arranjou para que Reve se casasse com Salomé em 326. Por meio do casamento, Salomé se tornou rainha da Ibéria e governou com Reve ao lado de seus seus sogros de 345 até 361. Salomé deu a Reve dois filhos: Sauromaces II e Tiridates.
Reve tinha Caquécia como apanágio e residiu em Ujarma com sua família. Por essa razão, Salomé foi lembrada na tradição georgiana como de Ujarma (Ujarmeli).  Em 337, desempenhou um papel na conversão da Ibéria ao cristianismo. Ao lado de Perozavra de Siúnia, uma nobre que era casada com o governante da região da Ibéria, foram as ajudantes e companheiras mais próximas de Santa Nino. Nino ensinou Salomé e Perozavra a orar, elas jejuavam regularmente e ambas realizavam boas obras. Como eram mulheres de posição social influente, auxiliaram a santa a espalhar a fé cristã. Depois que toda a família real ibérica foi convertida ao cristianismo por Nino, sob as ordens de Meribanes III, Salomé ergueu uma cruz em Ujarma. Quando Nino adoeceu na vila de Bodbe, ficaram ao lado da cama de Nino e choraram enquanto ela morria. Em seu leito de morte, Nino contou a Salomé e Perozavra sua história de vida. Como forma de honrar a memória de Nino, escreveram uma biografia da santa intitulada Santa Nino, A Vida de Santa Nino, Iluminadora da Geórgia.